# ヒュー・ウィリアムズ (都市伝説)
ヒュー・ウィリアムズ (Hugh Williams, Hue Williams) は、海難事故に関するイギリスの都市伝説に登場する人物の名前。この名前の人物をめぐる話は、英語では「The Legend of Hugh Williams（ヒュー・ウィリアムズの伝説）」、「The Unsinkable Hugh Williams（沈むことのないヒュー・ウィリアムズ）」、あるいは「The Strangest Coincidence Ever Recorded（かつて記録された最も奇妙な偶然の一致）」などと呼ばれている。

## 話の内容
この都市伝説の基本的な内容は以下のようなものである。
これに加える形で、20世紀以降も含め、また、別の日付や別の場所も含め、ヒュー・ウィリアムズという名前の人物だけが海難事故を生き残った、とするエピソードが付加されることもある。

## 背景

### メナイ海峡
舞台とされるメナイ海峡は、潮汐の関係で座礁事故を起こしやすい難所であり、特に12月を含む冬場は強風のために海難事故が発生しやすい条件があり、実際にも多数の事故が起こっていた。

### ありふれた名前
一方、ヒュー・ウィリアムズという名前は、ウェールズ系の男性などにしばしば見受けられる、ありふれたものであった。

## 起源と普及
この話の起源と考えられる典拠は、1851年に出版されたチャールズ・フレデリック・クリフ (Charles Frederick Cliffe) 著『The book of North Wales』の記述である。
続いて、1860年に出版されたフランシス・コクラン (Francis Coghlan) によるコクランズ・ガイド・シリーズの『Guide to North Wales』に同様の記述が記載されたが、そこには「この極めて例外的な偶然の一致は、この地域にヒュー・ウィリアムズという名前がとても多いという状況によってしか説明できない。(This extra ordinary coincidence can only be explained by the circumstance that the name of Hugh Williams is very common in these parts.)」とも記された。
この話を広く普及させたのは、アメリカ合衆国のビデオ・シリーズ『Strange as It Seems』のエピソード「The Strangest Coincidence Ever Recorded」であった。そこでは、1977年の『The People's Almanac』に掲載された「歴史上のお気に入りの奇妙な話15 (the 15 favorite oddities of all time)」と題された記事の第1位として、この話を紹介している。